# William Jessop
Pour les articles homonymes, voir Jessop.
William Jessop (né le 23 janvier 1745 - 1814) est un ingénieur civil anglais, reconnu pour son action dans le développement du réseau de canaux et des premières lignes de chemin de fer. Il fut notamment l'ingénieur du Surrey Iron Railway.

## Biographie

### Ses débuts

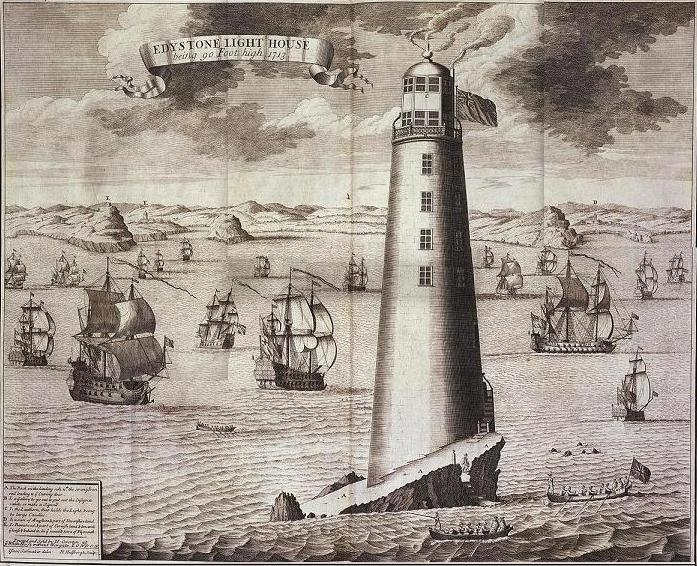
La Tour de Rudyerd, second phare d'Eddystone (gravure de 1713)

Jessop, né dans le quartier Devonport à Plymouth dans le Devon, était le fils de Josias Jessop, contremaître aux chantiers navals. Josias Jessop avait été chargé de réparer et d’entretenir la Tour de Rudyerd, un ancien phare en charpente du rocher d'Eddystone. Pendant vingt ans, il s'acquitta de sa tâche, mais en 1755 un incendie détruisit le phare. John Smeaton, l'ingénieur le plus en vue de ce moment, dessina les plans d'un nouveau phare en maçonnerie et chargea Josias de diriger les travaux. Cela rapprocha les deux hommes, qui devinrent amis, et à la mort de Josias en 1761, deux ans après l'achèvement du phare, William Jessop avait été recruté comme apprenti auprès de Smeaton (qui devint d'ailleurs son tuteur légal), et fut affecté à la conception de plusieurs projets de canaux du Yorkshire.
Jessop fut l'assistant de Smeaton pendant plusieurs années avant de s'établir comme ingénieur consultant : aux côtés de Smeaton, il participa au creusement du canal Calder and Hebble et du canal Aire and Calder navigation dans le Yorkshire.

### Le grand canal d'Irlande

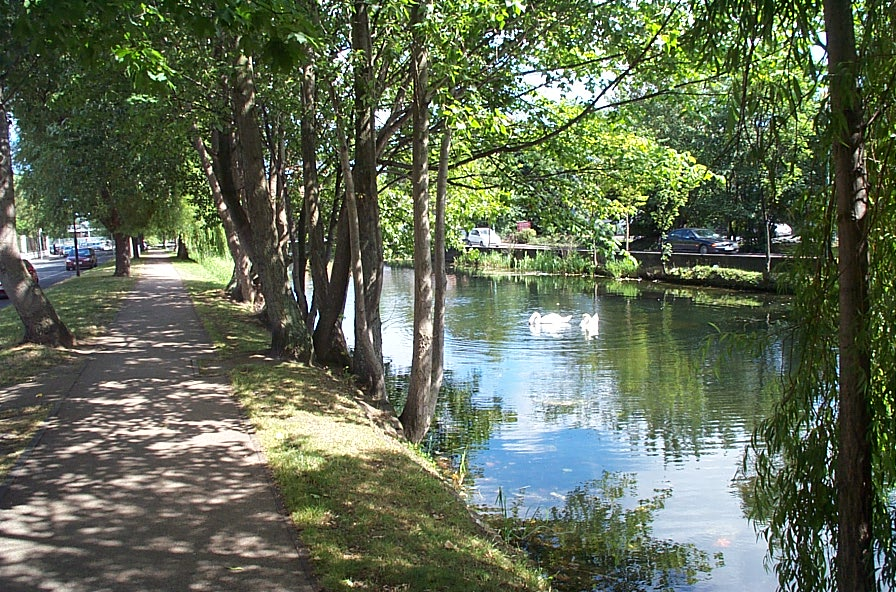
Le Grand Canal de Dublin.

Le premier projet attribué à Jessop est le grand canal d'Irlande. C'était un projet gouvernemental de 1753 ; il avait fallu 17 ans pour creuser 21 km de canal depuis le terminal de Dublin. En 1772, une compagnie privée était chargée d’achever ce canal, et elle consulta John Smeaton. Smeaton recommanda Jessop au poste d'ingénieur en chef. Ce dernier entreprit alors d'arpenter à son tour le tracé projeté et le modifia pour reprendre une partie du cours de la  Liffey, via le pont canal de Leinster, et lui faire traverser la tourbière d’Allen en remblai, une prouesse comparable à celle de George Stephenson lorsqu'il fit franchir la tourbière de Chat Moss à la ligne Liverpool and Manchester Railway. Jessop mit au point l'alimentation en eau du canal et le dota de réservoirs. Une fois ce projet mis sur les rails, Jessop abandonna les détails de son exécution à un associé et rentra en Angleterre vers 1787, date à laquelle il dut consacrer tout son temps à de nouveaux projets. Le canal fut achevé en 1805.

### Ses relations avec les autres ingénieurs
Jessop était de tempérament modeste, et vivait sans affectation. Contrairement à ses pairs, il ne jalousait pas les succès d'hommes plus jeunes, mais les encourageait au contraire. Il n'hésitait d'ailleurs pas à recommander un collègue lorsqu'il avait trop de travail : c'est ainsi qu'il proposa la candidature de John Rennie au poste de chef de projet du Canal de Lancaster, ce qui lança la carrière du jeune homme. Alors qu'il était ingénieur consultant pour le Canal d’Ellesmere, en 1793, le directoire de la compagnie choisit un débutant, Thomas Telford, comme ingénieur titulaire. C'est grâce aux conseils et à l'expérience de Jessop que Telford  put s'acquitter du projet, et notamment imposer ses idées pour les ponts canaux de la liaison, jugées trop ambitieuses par les financiers.

### Le canal Cromford

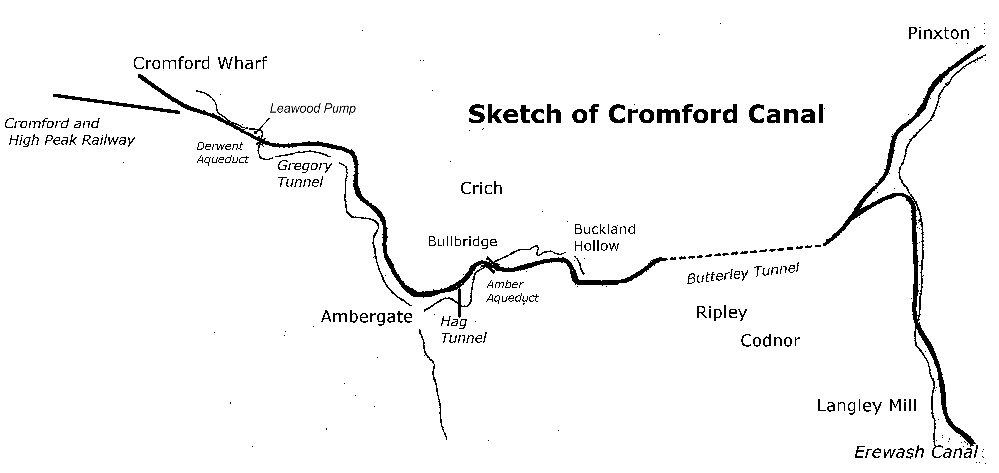
Esquisse du tracé du tunnel de Butterley et du reste du canal Cromford

En 1789 Jessop fut nommé  ingénieur en chef de la Compagnie du Canal Cromford, destiné à permettre l’acheminement de craie, de houille et de minerai de fer par la Derwent et la haute vallée de l'Erewash, puis l'Erewash canalisée. Ce projet comportait deux importants ouvrages d'art : le pont canal de la Derwent, ouvrage d'une seule travée, et le tunnel de Butterley (autrefois appelé Tunnel Ripley). En 1793, le pont canal de la Derwent s'effondra partiellement, et Jessop admit qu'il n'avait pas suffisamment dimensionné les culées du pont, et entreprit les travaux de reconstruction à ses frais. Le tunnel de Butterley, fondé en partie sur 33 pieux, avait une longueur de 2 712 m, une largeur de 2,70 m et dégageait une hauteur libre de 2,40 m. Jessop fit également construire le réservoir d'alimentation, d'une superficie de 20 ha, à l'entrée du tunnel.

### Les Forges de Butterley

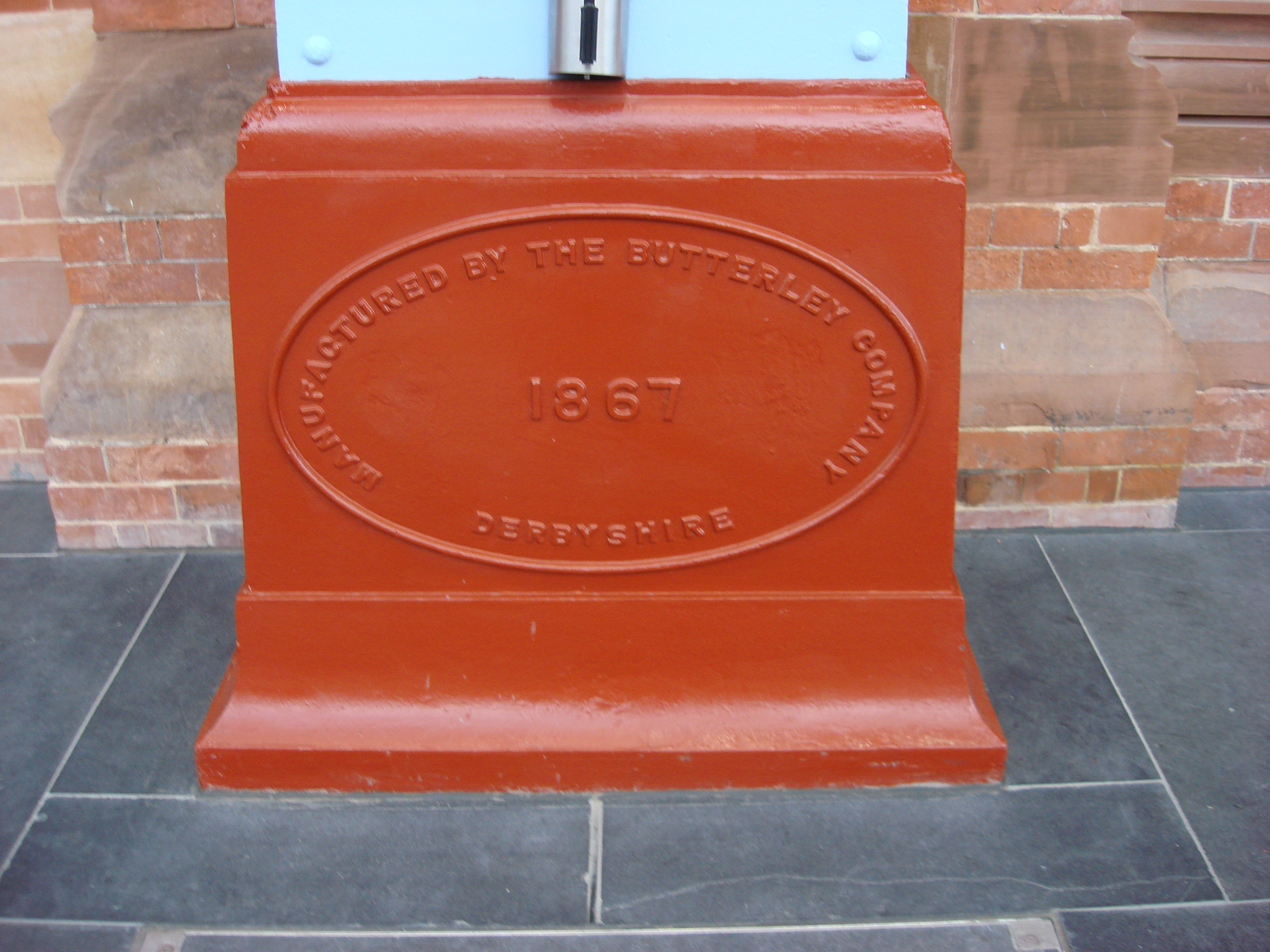
plaque de la Butterley Company en gare de St Pancras.

En 1790 Jessop s'associa à Benjamin Outram, Francis Beresford et John Wright pour fonder les Forges de Butterley (en) (Butterley Iron Works) dans le Derbyshire. Il s'agissait de produire des rails en fonte, équipements que Jessop avait éprouvés dans les convois de mine, entre Nanpantan (en) et Loughborough, dans le Leicestershire (1789). Outram fournissait en fer forgé et en matériel les chantiers de Jessop.

### Son grand œuvre: «Grand Junction»

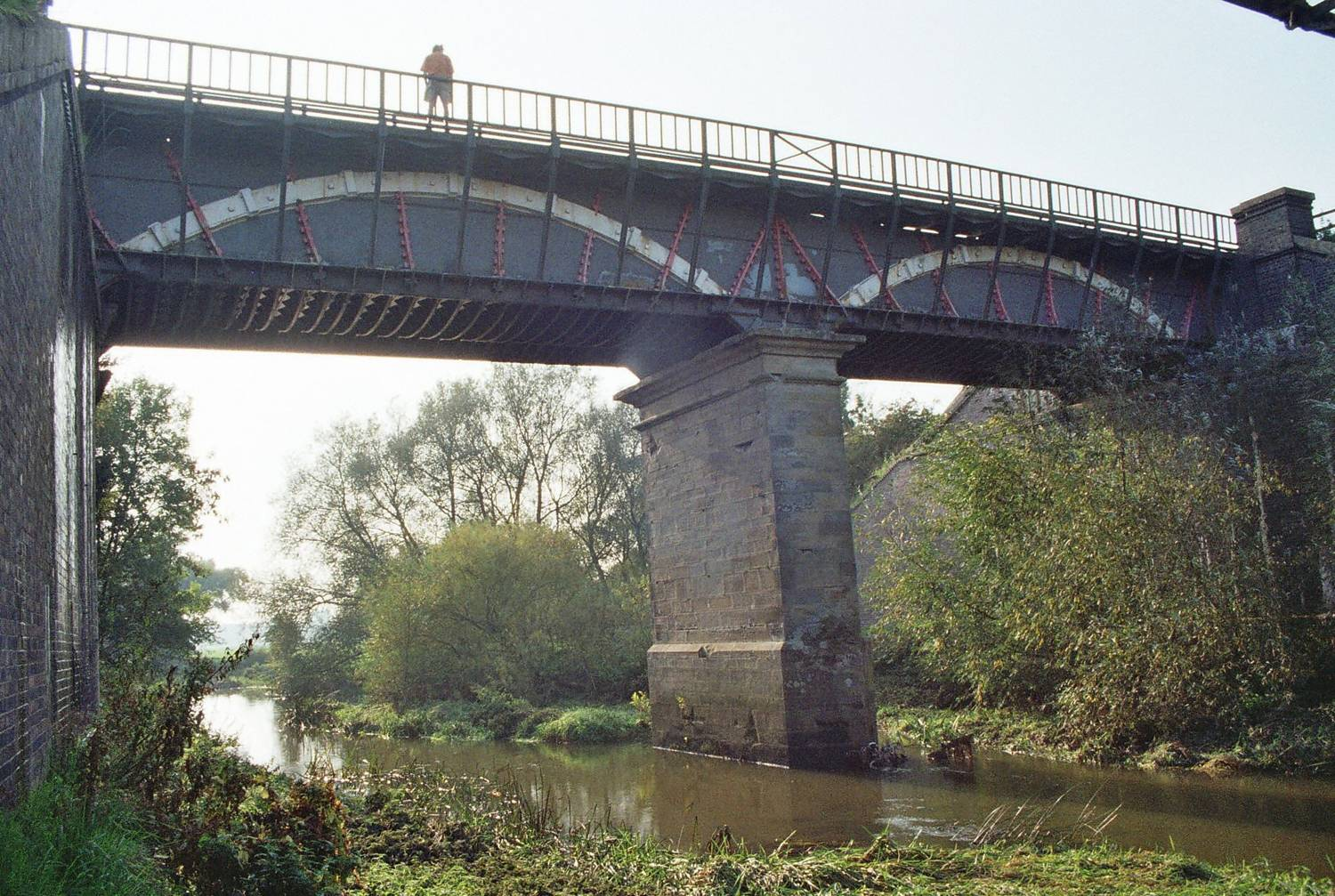
Le pont canal de Cosgrove.

Le Canal d'Oxford avait été creusé par James Brindley et permettait d'approvisionner en charbon une bonne partie du sud de l'Angleterre ; mais il formait un détour pour rallier les Midlands à Londres. C'est pourquoi on envisagea un nouveau canal partant du Canal d'Oxford à Braunston, près de Rugby, et rejoignant la Tamise à Brentford, soit un tracé de 145 km. Jessop fut nommé ingénieur en chef de la Compagnie du Canal en 1793. Ce canal posait des difficultés particulières car il imposait de franchir plusieurs vallées importantes : celles de l’Ouse et de la Nene notamment. On construisit un pont-canal à Wolverton pour traverser la vallée de l'Ouse. Afin de maintenir le trafic sur la liaison pendant la construction de cet ouvrage à trois arches, on construisit une échelle de neuf écluses temporaires pour prolonger le canal d'un versant à l'autre de la vallée ; mais le pont canal s'effondra en 1808, et il fallut le reconstruire en métal en 1811 : l'ouvrage en treillis reprit la structure du pont canal de Longdon-on-Tern et du pont canal de Pontcysyllte édifié par Thomas Telford. Ce nouvel ouvrage, conçu par Bevan, porte le nom de « pont canal de Cosgrove. »
Il fallait encore construire deux tunnels : l'un à Braunston et l'autre à Blisworth. Le tunnel de Blisworth posa d'énormes problèmes, et il était encore inachevé à l’inauguration du canal. En fait, Jessop avait envisagé de jeter l'éponge et de creuser un canal latéral pour relier le littoral. Jessop décida d'établir une liaison ferroviaire temporaire pour franchir l'escarpement jusqu'à l'achèvement du tunnel. Le Canal de Grand Junction a joué un rôle de premier plan dans le développement du trafic entre Londres et les Midlands.

### Les quais des Indes Orientales

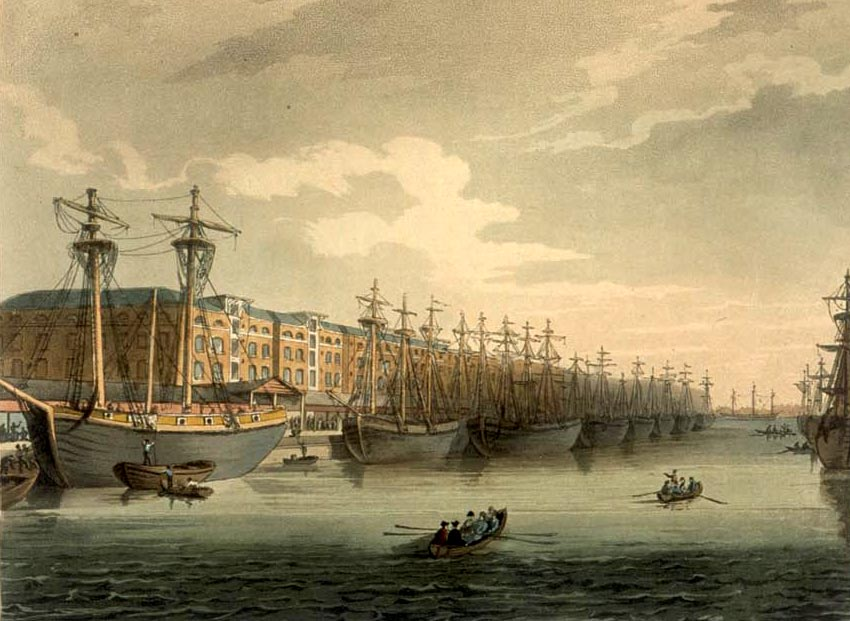
Les quais des Indes Orientales, par Augustus Pugin et Thomas Rowlandson, figure tirée de Microcosm of London, or, London in Miniatured, de Rudolph Ackermann's (1808–11).

Les quais des Indes Orientales, construit sur l'Isle of Dogs à Londres, furent les premiers grands quais du Port de Londres. De 1800 à 1802, on construisit un quai en eau de 119 ha, avec un mouillage de 7,30 m, et capable d'accueillir 600 navires. Jessop était l’ingénieur en chef des quais, et il était assisté de Ralph Walker.

### Surrey Iron Railway
Il y avait eu, en 1799, deux projets concurrents pour relier Londres à Portsmouth : un canal, et un tramway hippomobile. Le premier tronçon de la ligne de chemin de fer Surrey Iron Railway devait relier Wandsworth à Croydon, et Jessop fut consulté sur le choix entre les deux options. Il déclara que le tramway était préférable, car un canal nécessiterait une alimentation en eau irréalisable, de nature en tout cas à assécher la Wandle.
C'est pourquoi on entreprit d'abord de réaliser une ligne de tramway entre Wandsworth et Croydon, avec un bassin à Wandsworth. Jessop fut nommé chef du Surrey Iron Railway. L’année suivante il avait achevé le Bassin de Wandsworth et la ligne. L'écartement des rails adopté est sujet à débat : on avance tantôt 1,27 m, tantôt 1,45 m.
En 1803, le tronçon suivant fut voté : il reliait Croydon à Godstone, dans le Surrey, via Merstham. Jessop prit comme assistant son fils Josias. Les travaux s’interrompirent toutefois à Mestham, et il restait 29 km jusqu'à Wandsworth. L'avènement des locomotives à vapeur avait rendu caduque la liaison, qui est considérée comme le premier railway, ouvert aux voyageurs, du monde.
On considère que c'est dans ce cadre que Jessop et ses collaborateurs mirent en œuvre pour la première fois plusieurs dispositifs techniques cruciaux pour l'exploitation ferroviaire, notamment l'aiguillage (bien que ceci ne fit pas l'objet d'un dépôt de brevet)[réf. nécessaire].

### Dernières années

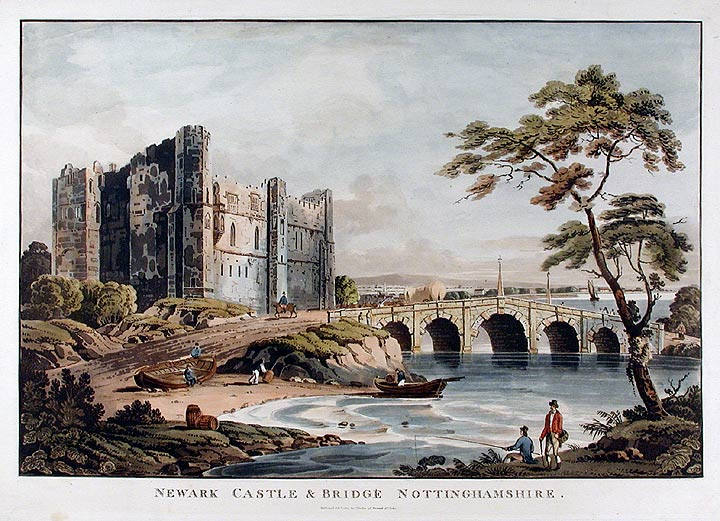
Le château de Newark et le pont de Newark au début du XIX.

De 1784 à 1805 Jessop, vécut à Newark dans le Nottinghamshire, et fut deux fois maire de cette ville. Son fils Josias devint à son tour ingénieur consultant.
Affecté par une paralysie évolutive, W. Jessop dut se retirer des affaires en 1805. Il mourut dans sa résidence de Butterley Hall le 18 novembre 1814. L’année suivante, on lui consacra un monument, le Memorial Jessop, qui se drese à l'est de Ripley dans Codnor park : c'est une colonne d'ordre dorique haute de 21 m, dont l'accès est désormais interdit pour des raisons de sécurité.
Jessop est l'un des rares ingénieurs britanniques à avoir été actif à la fois dans le domaine des voies navigables et des chemins de fer. Certaines de ses réalisations sont parfois attribuées à tort à d'autres contemporains, qui n'étaient que ses assistants. Contrairement à d'autres figures de l'ère victorienne comme George Stephenson, Jessop dédaignait les chicanes avec d'autres ingénieurs et entrepreneurs, et tous ceux qui ont travaillé avec lui ont rendu hommage à sa probité.

## Quelques réalisations

### Ponts
- Swing Bridge sur le Canal de Selby[6], pont tournant en bois mis en service en 1778.
- Chirk Aqueduct[7], pont canal construit de 1796 à 1801 près de Wrexham au Pays de Galles. Conçu avec Thomas Telford pour la British Waterways.
- Wigwell Aqueduct[8], dit aussi Derwent Aqueduct, s'écroule pendant la construction du fait d'une erreur due à la recherche d'une diminution des coûts. Jessop, acceptant la responsabilité de son erreur, le reconstruit à ses frais. Il est ouvert en 1793.
- March Barn Bridge, Rochdale Canal[9], Pont routier sur le canal Rochade, mis en service en 1797.
- Pont-canal de Pontcysyllte

### Tunnels
- Butterley Tunnel[10], construit par la Butterley Company qu'il a créé en 1790 avec Benjamin Outram, mis en service vers 1790.
- Braunston Tunnel[11] (1 870 m[12]), conçu avec l'ingénieur James Barnes pour la compagnie du Grand Junction Canal, mis en service en 1793.
- Blisworth Tunnel[13], conçu avec l'ingénieur James Barnes pour la compagnie du Grand Junction Canal, construit de 1793 à 1805.